# Desafio do Balde de Gelo

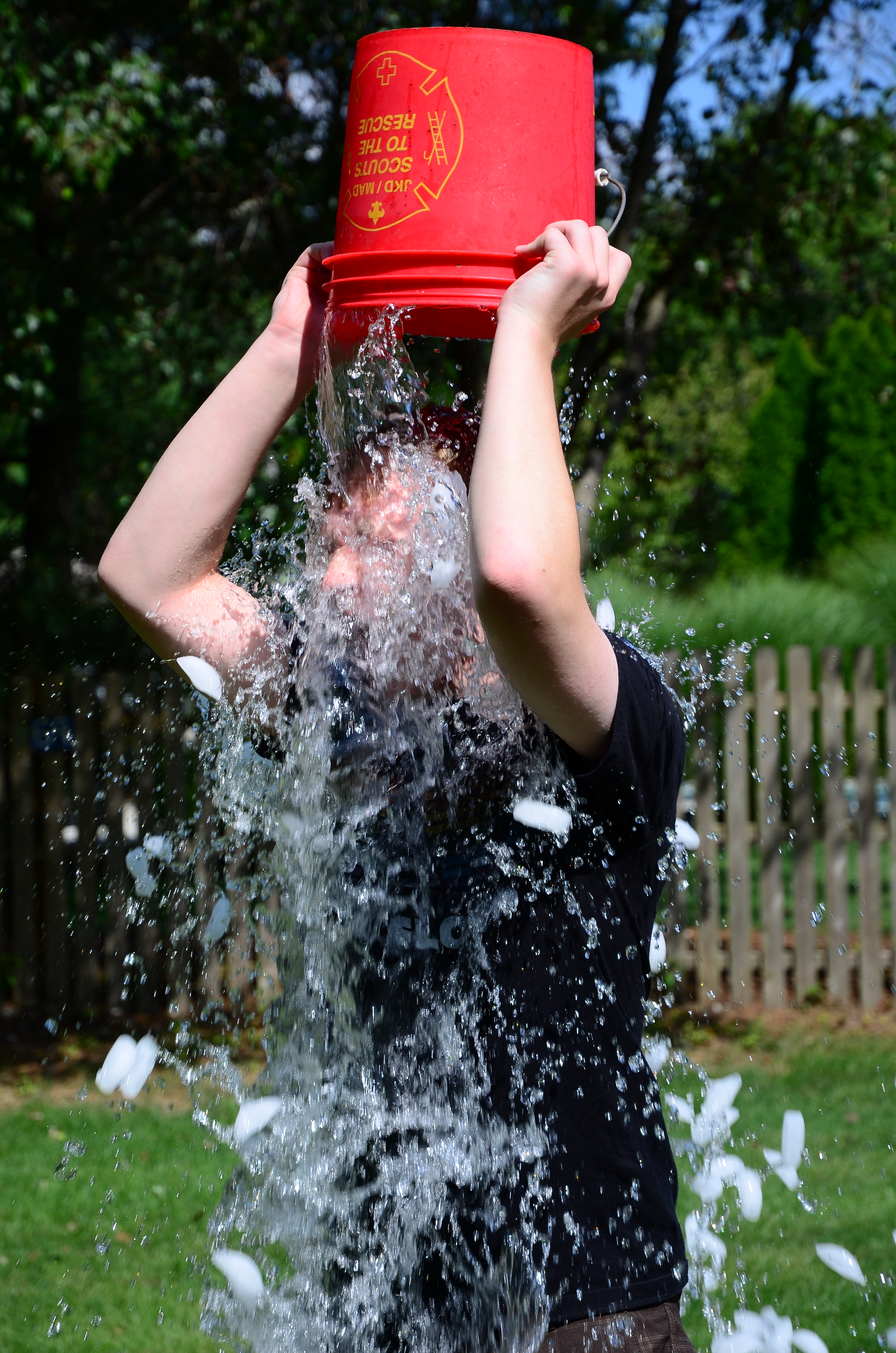
Jovem participando do desafio

O Desafio do Balde de Gelo, em inglês Ice Bucket Challenge, consiste em jogar um balde de água gelada/com gelo sobre a cabeça de alguém para promover a conscientização sobre a doença esclerose lateral amiotrófica (ELA ou ALS, na sigla em inglês) e incentivar as doações para pesquisa. O desafio ficou famoso, principalmente em meados de 2014, após várias celebridades e nomes de empresas de tecnologia postarem seus vídeos na internet fazendo-o. No Reino Unido, as pessoas participam do desafio para o Motor Neurone Disease Association.
Constitui em desafiar participantes a serem filmados derramando um balde de água fria sobre suas cabeças. A estipulação comum é que as pessoas nomeadas têm 24 horas para cumprir a tarefa, ou então, fazer uma doação financeira para a caridade.
Com o passar dos anos, ficara evidente a efetividade da campanha: o dinheiro arrecadado pelas doações permitiu aos cientistas descobrirem um novo gene ligado à doença degenerativa esclerose lateral amiotrófica (ELA ou ALS na sigla inglesa).

## Origem
Em 2014, o jogador de golfe Chris Kennedy propôs um desafio para sua prima, que é casada com um portador da ELA, que se jogasse um balde de gelo sobre o seu corpo, ganharia uma doação em dinheiro. Este desafio foi veiculado na rede social de Chris e Pete Frates (Beverly, Massachusetts, 28 de dezembro de 1984 - Nova Iork, 3 de julho de 2017), um ex-jogador de beisebol e também portador da Esclerose lateral amiotrófica, ao assistir, enxergou naquilo uma forma de impulsionar as pesquisas sobre a cura da doença. As pessoas mais próximas de Pete Frates começaram a repetir o desafio, que se transformou num viral após Mark Zuckerberg, criador do Facebook, divulgar o vídeo.
O "Cold Water Challenge" se tornou popular na mídia social em áreas do norte dos Estados Unidos e mais tarde, no mundo, seguindo o mesmo padrão adotado por Chris Kennedy.